# Scopula erebospila
Scopula erebospila là một loài bướm đêm trong họ Geometridae.